# Eñe (revista)
Eñe es una revista literaria española editada por La Fábrica Editorial en forma de libro, de publicación trimestral y monográfica.
Cada número incluye textos inéditos en forma de cuentos, artículos o ensayos de  escritores españoles, latinoamericanos e internacionales. Incluye textos de escritores consagrados internacionalmente y de creadores menos conocidos, así como ilustraciones propias.[cita requerida]